# كوجي إيغاراشي
كوجي إيغاراشي (باليابانية: 五十嵐 孝司) ، من مواليد 17 مارس 1968م، وكان يلقب آي جي آيه، وهو مطور ألعاب فيديو سابق ومنتج سلسلة ألعاب الأكشن كاسلفينيا ، اشتهر بنجاحه بلعبة كاسلفينيا: سيمفوني أوف ذا نايت ، كما أشرف على عمل كاسلفينيا: روندو أوف بلود وغير ذلك.